# ابی وانی
ابی وانی (به انگلیسی: Abbey of Woney) در ایرلند است که در مونستر واقع شده‌است.